# Пата (Галанта)
Пата (слч. Pata) насељено је мјесто са административним статусом сеоске општине (слч. obec) у округу Галанта, у Трнавском крају, Словачка Република.

## Становништво
| Година:    | 1994. | 2004.   | 2014.   | 2024.   |
| ---------- | ----- | ------- | ------- | ------- |
| Број људи: | 2906  | 3051    | 3077    | 3274    |
| Разлика:   |       | +4,98 % | +0,85 % | +6,40 % |

| Година:    | 2023. | 2024.   |
| ---------- | ----- | ------- |
| Број људи: | 3273  | 3274    |
| Разлика:   |       | +0,03 % |

Према подацима о броју становника из 2024. године насеље је имало 3274 становника.